# Voice 4
Voice 4 (Hangul: 보이스 4; RR: Boiseu 4, también conocida como Voice 4: Time of Judgment), es una serie de televisión surcoreana transmitida del 18 de junio de 2021 hasta el 31 de julio de 2021 a través de OCN.
La serie es la cuarta temporada de la popular serie Voice (2017).
En agosto de 2021 el guionista Ma Jin-won reveló que estaban planeando una quinta temporada de la serie.

## Sinopsis
El equipo Golden Time del centro de llamadas de emergencias del 112 vuelve a luchar contra los criminales, pero esta vez en la isla de Jeju. El grupo sigue a un cruel asesino con extraordinarias habilidades auditivas que rivalizan con las suyas.

## Reparto[12]

#### Personajes principales
| Actor                               | Personaje                    | N.º de episodios | Notas |
| ----------------------------------- | ---------------------------- | ---------------- | --- |
| Lee Ha-na Choi Myung-bin            | Kang Kwon-joo                | 14               | Es una especialista en voces, así como la líder del equipo "Golden Time" del centro de llamadas de emergencia del 112. |
| Song Seung-heon Jung Hyun-joon      | Derek Jo                     | 14               | Es el líder de unidad en el departamento de la policía que termina colaborando con el equipo Golden Time. Es una persona perfeccionista y dura que se niega a aceptar incluso el más mínimo error. |
| Lee Kyu-hyung Oh Han-kyul Lee Ha-na | Dong Bang-min ("Circus Man") | - 10-11 -        | Es un artista de efectos especiales con cuatro personalidades: su yo real, el maestro con gafas que media en cada personaje y planifica eventos, el director del centro con una audición brillante como Kang Kwon-joo y el sanguinario "Circus Man". También es un asesino en serie con la misma habilidad para escuchar sonidos que Kang Kwon-joo, cuando aparece por primera vez parece tener el mismo rostro que Kwon-joo. |

### Personajes recurrentes

#### Personal del Centro de Poongsan 112 (Equipo Golden Time)
| Actor           | Personaje      | N.º de episodios | Notas |
| --------------- | -------------- | ---------------- | --- |
| Son Eun-seo     | Park Eun-soo   | -                | Es una especialista en idiomas y la líder del equipo de comando del Golden Time. |
| Kang Seung-yoon | Han Woo-joo    | -                | Es un peculiar ciberespía, que se une al equipo de investigación cibernética del Golden Time. Es un joven muy inteligente que proviene de una familia de tres generaciones de ingenieros, sin embargo, renuncia a su doctorado con la esperanza de encontrar un buen equilibrio entre el trabajo y su vida personal y, en cambio, se une al Golden Time Team como agente del centro de llamadas. |
| Kwon Jae-hwan   | Cheon Sang-pil | -                | |
| Ju Ho           | Ko Won-ki      | -                | |
| Ok Soo-boon     | Ok Soo-boon    | -                | |

#### Personal de la Policía de Poongsan (Dispatch Team)
| Actor                 | Personaje          | Episodio donde apareció | Notas                                                          |
| --------------------- | ------------------ | ----------------------- | -------------------------------------------------------------- |
| Baek Sung-hyun        | Det. Shim Dae-shik | -                       | Es un oficial de la policía de la Agencia Nacional de Policía. |
| Kim Joong-ki (김중기) | Det. Park Joong-ki | -                       | Es un detective que trabaja junto al equipo Golden Time.       |
| Song Boo-gun (송부건) | Det. Goo Gwang-soo | -                       | Es un detective que trabaja junto al equipo Golden Time.       |

#### Departamento de la Policía de Los Ángeles
| Actor         | Personaje    | N.º de episodios | Notas                                 |
| ------------- | ------------ | ---------------- | ------------------------------------- |
| Han Jong-hoon | Chad         | -                | Es un miembro del equipo de Derek Jo. |
| Maurice       | Nick Jackson | -                | Es un miembro del equipo de Derek Jo. |

### Otros personajes
| Actor                      | Personaje           | Episodio(s) donde apareció | Notas                                                                        |
| -------------------------- | ------------------- | -------------------------- | ---------------------------------------------------------------------------- |
| Woo Mi-hwa                 | Jang Ye-suk         | -                          | [ 28 ]                                                                       |
| Son Kyung-won              | Gong Chan-seok      | -                          |                                                                              |
| Gil Hae-yeon               | Gam Jong-suk        | -                          | Es la comisionada de la agencia de policía de Vimo.                          |
| Han Dam-hee                | Chae So-yoon        | -                          |                                                                              |
| Lee Eol                    | Det. Yang Bok-man   | -                          | Es el detective en jefe.                                                     |
| Hong Sang-pyo              | Boo Gwi-nam         | -                          | Es un detective de la policía.                                               |
| Jang Hang-sun              | Dong Bang Heon-yeop | -                          | Es un anciano de la aldea de Sonang.                                         |
| Kim Hak-seon               | Byung-chul          | -                          | Es el assitente del anciano de la aldea de Sonand y un baterista del ritual. |
| Han Gap-soo                | Yoo Jae-chun        | -                          |                                                                              |
| Jubi                       | Han Sol             | -                          |                                                                              |
| Kim Ye-eun                 | -                   | 2                          | Es la joven en la historia de Ha-eun.                                        |
| Chae Won-bin               | Gong Soo-ji         | 3-5, 7-8                   | Es la hija del fiscal Gong Chan-seok.                                        |
| Jo Jae-ryong Kim Jung-chul | Kang Man-ho         | 6-7 7                      | Es el hijo de Kang Seok-chun.                                                |

### Apariciones especiales
| Actor                      | Personaje                         | Episodio(s) donde apareció | Notas                                      |
| -------------------------- | --------------------------------- | -------------------------- | ------------------------------------------ |
| Lee Jin-wook               | Det. Do Kang-woo (Matsuda Kosuke) | 1                          | (flashback)                                |
| Kim Woo-suk                | Jin Seo-yool                      | 1                          | (flashback)                                |
| Park Byung-eun             | Kaneki Masayuki (Woo Jong-woo)    | 1                          | (flashback)                                |
| Won Mi-won                 | -                                 | 1, 12                      | Es la abuela de Joo Bum-tae.               |
| Kim Bup-rae                | Park Hyun                         | 1-2                        | Es un miembro del Equipo 1.                |
| Lee Yi-dam Park So-eul     | Jo Seung-ah (Lisa Jo)             | 1-2, 11 7                  | Es la hermana menor de Derek Jo.           |
| Woo Mi-wha                 | Jang Ye-suk                       | 2-3                        | [ 31 ]                                     |
| Im Chul-soo                | Jang Soo-chul                     | 6                          | Es un sospechoso y el yerno del jefe Yang. |
| Jeon Moo-song Ha Young-jin | Bul Sang-gu (Kang Seok-chun)      | 6-7 7                      | Es el padre de Kang Man-ho.                |
| Son Kyung-won              | Gong Chan-seok                    | 6, 11                      | Es un fiscal y el padre de Gong Soo-ji.    |
| Kim Si-eun                 | Kwon Saet-byeol                   | 8-9, 12-13                 | [ 32 ]                                     |
| Kwon Yul                   | Bang Je-soo                       | 14                         |                                            |

## Episodios
La serie está conformada por catorce episodios, los cuales fueron emitidos todos los viernes y sábados a las 22:50 en la (zona horaria de Corea (KST)).

### Ratings
Los números en color rojo indican las calificaciones más bajas, mientras que los números en azul indican las calificaciones más altas.
| Episodio | Fecha de emisión    | Participación promedio de audiencia (AGB Nielsen) | Participación promedio de audiencia (AGB Nielsen) |
| Episodio | Fecha de emisión    | Nacional                                          | Seúl                                              |
| -------- | ------------------- | ------------------------------------------------- | ------------------------------------------------- |
| 1        | 18 de junio de 2021 | 3.155% (2.ª)                                      | 3.355% (2.ª)                                      |
| 2        | 19 de junio de 2021 | 3.205% (2.ª)                                      | 3.248% (2.ª)                                      |
| 3        | 25 de junio de 2021 | 3.391% (1.ª)                                      | 3.728% (1.ª)                                      |
| 4        | 26 de junio de 2021 | 3.885% (2.ª)                                      | 4.245% (2.ª)                                      |
| 5        | 2 de julio de 2021  | 3.815% (1.ª)                                      | 4.320% (1.ª)                                      |
| 6        | 3 de julio de 2021  | 3.964% (2.ª)                                      | 4.142% (2.ª)                                      |
| 7        | 9 de julio de 2021  | 3.658% (1.ª)                                      | 4.237% (1.ª)                                      |
| 8        | 10 de julio de 2021 | 3.685% (2.ª)                                      | 3.619% (3.ª)                                      |
| 9        | 16 de julio de 2021 | 3.227% (1.ª)                                      | 3.393% (1.ª)                                      |
| 10       | 17 de julio de 2021 | 4.001% (2.ª)                                      | 4.164% (2.ª)                                      |
| 11       | 23 de julio de 2021 | 3.762% (1.ª)                                      | 3.876% (1.ª)                                      |
| 12       | 24 de julio de 2021 | 3.294% (3.ª)                                      | 3.345% (3.ª)                                      |
| 13       | 30 de julio de 2021 | 3.418% (2.ª)                                      | 3.509% (2.ª)                                      |
| 14       | 31 de julio de 2021 | 4.372%(2.ª)                                       | 4.513%(2.ª)                                       |
| Promedio | Promedio            | 3.631%                                            | 3.835%                                            |

## Música
El OST de la serie está conformada por las siguientes canciones:

#### Parte 1
| No. | Intérprete     | Canción                 | Letra | Canción | Duración |
| --- | -------------- | ----------------------- | ----- | ------- | -------- |
| 1   | GRASS (그래쓰) | "Coming To You"         | RGBY  | RGBY    | 3:12     |
| 2   | -              | "Coming To You" (Inst.) | -     | -       | 3:12     |

#### Parte 2
| No. | Intérprete      | Canción              | Letra                      | Canción  | Duración |
| --- | --------------- | -------------------- | -------------------------- | -------- | -------- |
| 1   | Kang Seung-yoon | "Your Voice"         | Bang Bang-seon y Eo Ji-hye | ELDORADO | 3:45     |
| 2   | -               | "Your Voice" (Inst.) | -                          | -        | 3:45     |

#### Parte 3
| No. | Intérprete   | Canción                | Letra    | Canción  | Duración |
| --- | ------------ | ---------------------- | -------- | -------- | -------- |
| 1   | KLANG (클랑) | "No Way To Go"         | Nuvocity | Nuvocity | 3:26     |
| 2   | -            | "No Way To Go" (Inst.) | -        | -        | 3:26     |

#### Parte 4
| No. | Intérprete | Canción                | Letra        | Canción      | Duración |
| --- | ---------- | ---------------------- | ------------ | ------------ | -------- |
| 1   | Elaine     | "Hear for You"         | Hong Ji-hyun | Hong Ji-hyun | 4:00     |
| 2   | -          | "Hear for You" (Inst.) | -            | -            | 4:00     |

#### Parte 5
| No. | Intérprete   | Canción               | Letra                           | Canción                                                      | Duración |
| --- | ------------ | --------------------- | ------------------------------- | ------------------------------------------------------------ | -------- |
| 1   | Kim Jae-hwan | "Promise You"         | Hana Choi (de CLEF) y CLEF CREW | Seong-hee Kim (de CLEF), Park Soo-yeon (de CLEF) y CLEF CREW | 3:12     |
| 2   | -            | "Promise You" (Inst.) | -                               | -                                                            | 3:12     |

## Producción
En octubre del 2020 se anunció que la serie Voice tendría una cuarta temporada titulada "Voice 4", la cual se fue estrenada en junio del 2021.
La dirección está a cargo de Shin Yong-hwi (신용휘), quien cuenta con el apoyo del guionista Ma Jin-won (마진원).
La serie también es conocida como "Voice 4: Time of Judgment" (en hangul,  보이스4: 심판의 시간) o "Voice 4: Judgment Hour".
La conferencia de prensa en línea fue realizada el 14 de junio de 2021.

### Recepción
El 23 de junio de 2021, Good Data Corporation compartió su nueva clasificación de los dramas y miembros del elenco que generaron más revuelo durante la tercera semana de junio del mismo año. Las listas se compilaron a partir del análisis de artículos de noticias, publicaciones de blogs, comunidades en línea, videos y publicaciones en redes sociales sobre los dramas que están actualmente al aire o que saldrán al aire próximamente. La serie obtuvo el puesto número 8 en la lista de dramas más comentados de la semana.
El 6 de julio de 2021, Good Data Corporation compartió su nueva clasificación de los dramas y miembros del elenco que generaron más revuelo durante la semana del 28 de junio hasta el 4 de julio del mismo año. Las listas se compilaron a partir del análisis de artículos de noticias, publicaciones de blogs, comunidades en línea, videos y publicaciones en redes sociales sobre los dramas que están actualmente al aire o que saldrán al aire próximamente. La serie obtuvo el puesto número 10 en la lista de dramas más comentados de la semana.
El 26 de julio de 2021, Good Data Corporation compartió su nueva clasificación de los dramas y miembros del elenco que generaron más revuelo durante la semana. Las listas se compilaron a partir del análisis de artículos de noticias, publicaciones de blogs, comunidades en línea, videos y publicaciones en redes sociales sobre los dramas que están actualmente al aire o que saldrán al aire próximamente. La serie obtuvo el puesto número 10 en la lista de dramas más comentados de la semana.
El 2 de agosto de 2021, Good Data Corporation compartió su nueva clasificación de los dramas y miembros del elenco que generaron más revuelo durante la semana. Las listas se compilaron a partir del análisis de artículos de noticias, publicaciones de blogs, comunidades en línea, videos y publicaciones en redes sociales sobre los dramas que están actualmente al aire o que saldrán al aire próximamente. La serie obtuvo el puesto número 9 en la lista de dramas más comentados de la semana.